# Naïma (ca sĩ người Comoros)
Naïma (tên khai sinh là Naima Said Ibrahim) là một nghệ sĩ âm nhạc đến từ Quần đảo Comoro. Cô hát cho Zouk nhảy nhanh lễ hội đánh bại thể loại âm nhạc.

## Sự nghiệp
Naima được sinh ra trong Comoros. Cô là một ca sĩ zouk thế hệ mới, một phong cách lễ hội nhảy lên nhanh chóng bắt nguồn từ các đảo Guadeloupe và Martinique thuộc vùng Caribbean, và được phổ biến bởi ban nhạc Antillean Kassav 'của Pháp vào những năm 1980.
Naima lần đầu tiên được ký hợp đồng chuyên nghiệp với nhãn ghi âm MụcZouk. Đầu tiên của cô album được gọi Reviens, sau đó cô phát hành đĩa đơn khác nhau, trong đó có một giai điệu R & B mang tên "In Your Dreams". Naima vẫn ở lại với MụcZouk cho đến khi phát hành năm 2008 trong bối cảnh lo ngại thể loại âm nhạc Zouk đang trở nên không phổ biến. Là một nhân vật quan trọng trong thể loại Zouk, sự ra đi của Naima "đặt ra [d] những câu hỏi mới về nơi mà ngành công nghiệp zouk đang hướng tới". Sau đó, cô tuyên bố rằng một trong những bài hát của mình, Avec ou sans toi, từ một album chưa phát hành trước đó đã bị rò rỉ ở Châu Âu, Martinique và Guiana thuộc Pháp.
Naïma là con gái của Chamsia Sagaf, một ca sĩ Comoros nổi tiếng.